# New Year's Eve
New Years Eve er en romantisk komedie fra 2011, med bl.a. Sarah Jessica Parker og Jessica Biel, instrueret af Garry Marshall. Den 23. februar 2012 havde filmen på verdensplan tjent ca. $142 mio. (823 mio. kr.).

## Medvirkende
| Skuespiller          | Rolle               | Ref.                |
| -------------------- | ------------------- | ------------------- |
| Jake T. Austin       | Seth Anderson       | [ 4 ]               |
| James Belushi        | Building Super      | [ 4 ]               |
| Halle Berry          | Sygeplejerske Aimee | [ 5 ] [ 6 ]         |
| Jessica Biel         | Tess Byrne          | [ 7 ] [ 8 ]         |
| Sarah Paulson        | Grace Schwab        | [ 9 ]               |
| Jon Bon Jovi         | Daniel Jensen       | [ 8 ]               |
| Abigail Breslin      | Hailey Doyle        | [ 10 ] [ 11 ]       |
| Robert De Niro       | Stan Harris         | [ 2 ] [ 12 ]        |
| Josh Duhamel         | Sam Ahern Jr        | [ 11 ]              |
| Zac Efron            | Paul                | [ 13 ]              |
| Héctor Elizondo      | Kominsky            | [ 14 ]              |
| Cary Elwes           | Stan's doktor       | [ 15 ]              |
| Carla Gugino         | Dr. Morriset        | [ 5 ]               |
| Katherine Heigl      | Laura               | [ 4 ]               |
| Ashton Kutcher       | Randy               | [ 2 ] [ 12 ]        |
| Ludacris             | Brendan             | [ 11 ] [ 16 ]       |
| Seth Meyers          | Griffin Byrne       | [ 8 ]               |
| Lea Michele          | Elise               | [ 2 ]               |
| Alyssa Milano        | Sygeplejerske Mindy | [ 17 ]              |
| Sarah Jessica Parker | Kim Doyle           | [ 18 ]              |
| Michelle Pfeiffer    | Ingrid              | [ 2 ] [ 12 ]        |
| Til Schweiger        | James Schwab        | [ 19 ]              |
| Yeardley Smith       | Maude               | [ 20 ]              |
| Hilary Swank         | Claire Morgan       | [ 2 ] [ 12 ] [ 11 ] |
| Sofía Vergara        | Ava                 | [ 8 ]               |